# Гата (Милано)
Гата (итал. Gatta) је насеље у Италији у округу Милано, региону Ломбардија.
Према процени из 2011. у насељу је живело 45 становника. Насеље се налази на надморској висини од 150 м.